# Владзін
Владзін (пол. Władzin) — село в Польщі, у гміні Колбель Отвоцького повіту Мазовецького воєводства.
Населення — 142 особи (2011).
У 1975-1998 роках село належало до Седлецького воєводства.

## Демографія
Демографічна структура станом на 31 березня 2011 року:
|          | Загалом | Допрацездатний вік | Працездатний вік | Постпрацездатний вік |
| -------- | ------- | ------------------ | ---------------- | -------------------- |
| Чоловіки | 70      | 9                  | 44               | 17                   |
| Жінки    | 72      | 10                 | 37               | 25                   |
| Разом    | 142     | 19                 | 81               | 42                   |